# Villa de San Francisco (ort)
Villa de San Francisco är en ort i Honduras.   Den ligger i departementet Departamento de Francisco Morazán, i den centrala delen av landet, 28 km öster om huvudstaden Tegucigalpa. Villa de San Francisco ligger 777 meter över havet och antalet invånare är 5 914.
Terrängen runt Villa de San Francisco är huvudsakligen kuperad, men åt sydost är den platt. Terrängen runt Villa de San Francisco sluttar österut. Runt Villa de San Francisco är det ganska tätbefolkat, med 83 invånare per kvadratkilometer. Villa de San Francisco är det största samhället i trakten. 